# Peltocalathos baurii
Peltocalathos baurii – gatunek z monotypowego rodzaju Peltocalathos Tamura, Acta Phytotax. Geobot. 43: 139 (1992)  z rodziny jaskrowatych. Występuje w Południowej Afryce, Eswatini i Lesotho.

## Morfologia
PokrójBylina z ulistnioną i rozgałęzioną łodygą osiągającą do 120 cm wysokości.
LiścieOdziomkowe, tarczowate, na brzegu drobno ząbkowane. Blaszka mierzy 8–20 cm średnicy. Ogonek liściowy jest nagi i ma do 30 cm długości.
KwiatyPojedyncze lub po kilka w wierzchotkach tworzących podbaldach. Kwiaty osiągają do 3 cm średnicy. Działki kielicha nie są trwałe. Płatków korony jest od 11 do 17, są one dłuższe od działek i żółte, z miodnikami u nasady. Zalążnie są jednokomorowe, skupione w apokarpiczne słupkowie.
OwoceNiełupki z wyraźnymi bocznymi żyłkami.

## Biologia i ekologia
Rośnie na brzegach rzek, łąkach oraz skraju lasów. Występuje na wysokości od 1400 do 2000 m n.p.m. Kwitnie od listopada do stycznia. 